# Archibald Leitch
Archibald Keir Leitch (27. dubna 1865, Glasgow – 25. dubna 1939, Londýn) byl skotský architekt, který se specializoval na návrhy fotbalových stadionů. Navrhl některé z nejslavnějších fotbalových stánků na britských ostrovech: Anfield (působiště FC Liverpool), Highbury (Arsenal Londýn), Stamford Bridge (Chelsea), Old Trafford (Manchester United), Ibrox Park (Glasgow Rangers). Ibrox byl jeho vůbec první zakázkou, vyprojektoval ho v roce 1899. Celkem navrhl kolem dvaceti stadionů, kterým vtiskl typický ostrovní industriální ráz. Mnoho z jeho děl bylo ovšem strženo či značně změněno při rekonstrukcích.